# 里克角
56°16′S 27°32′W / 56.267°S 27.533°W
里克角（英語：Reek Point），是南極洲的海岬，位於南桑威奇群島的扎沃多夫斯基島北端，在1971年由英國南極名稱諮詢委員會命名，由英國海外領土管轄。